# استولی
استولی (به انگلیسی: The Stoolie) نام یک فیلم سینمایی آمریکایی در ژانر کمدی و جنایی تریلر محصول سال ۱۹۷۲ میلادی به کارگردانی جان جی آویلدسن و جورج سیلانو و کمدین بازیگر جکی میسون میباشد. 

## تولید
این فیلم با عنوان کارگر راجر ساحل میامی تولید شده است . 